# Deutsche Alleenstraße

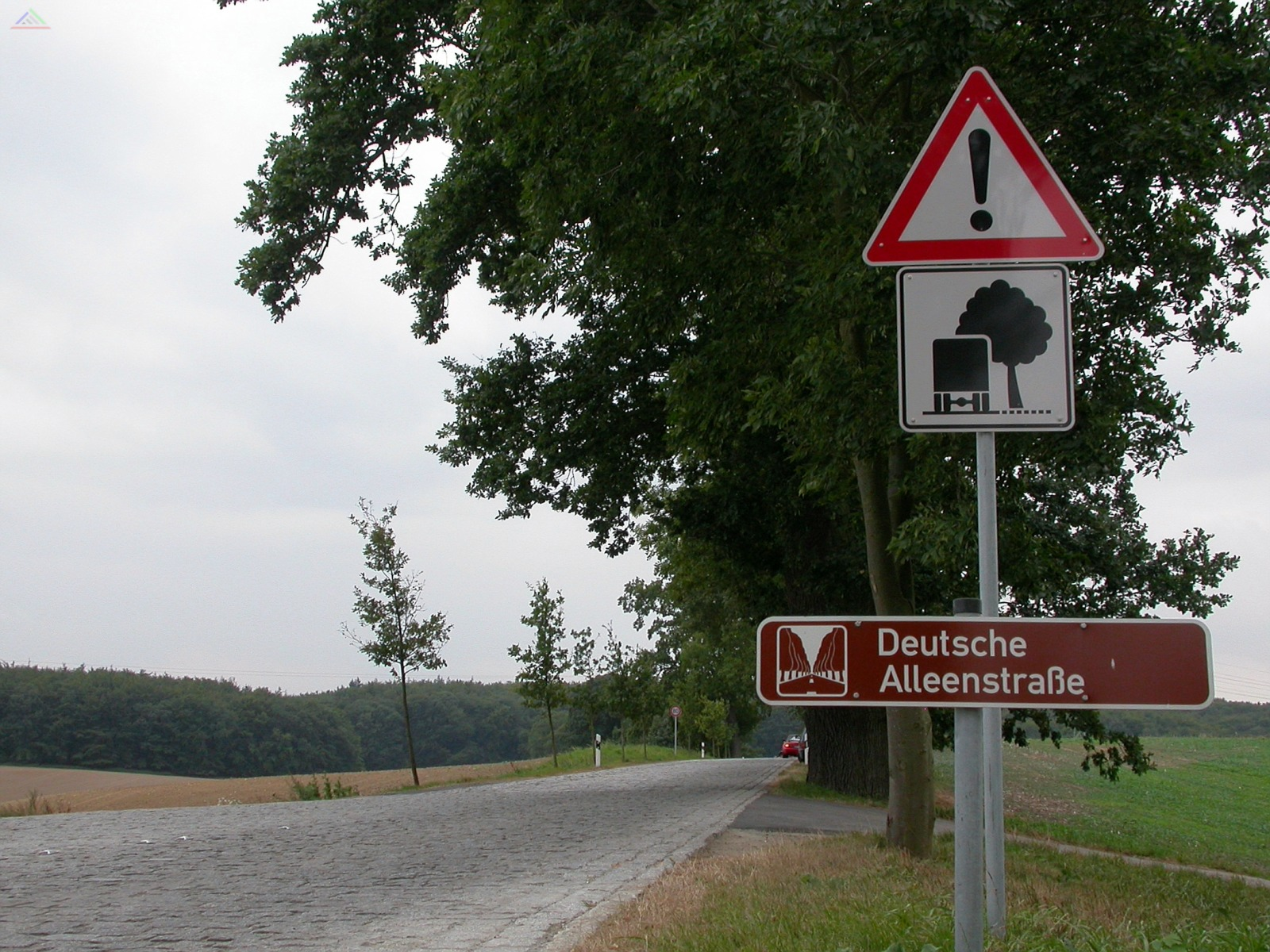

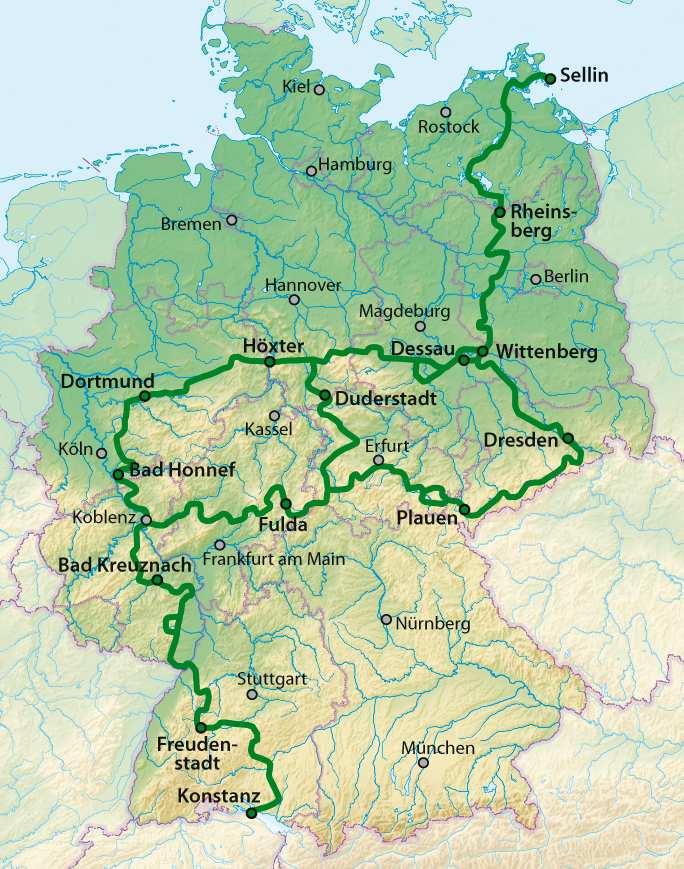

De Deutsche Alleenstraße is een toeristische autoroute in Duitsland. De bewegwijzerde route loopt van de Oostzee tot het Bodenmeer over 2900 kilometer, van Rügen tot Konstanz. Het eerste stuk van de route werd ingewijd in 1993. Doel was de bomenrijen langs wegen (Alleen) onder de aandacht te brengen en te behoeden voor verdwijning. 